# Torhaus Lange Straße 37
Das Torhaus Lange Straße 37 zum Friedhof in der niedersächsischen Samtgemeinde Land Hadeln, Gemeinde Osten im Landkreis Cuxhaven, stammt  aus der ersten Hälfte des 19. Jahrhunderts.
Das Gebäude steht unter Denkmalschutz (siehe auch Liste der Baudenkmale in  Osten (Oste)).

## Geschichte und Beschreibung
Nach der Auflassung des beengten Kirchhofes als Friedhof der Kirche St. Petri wurde 1830 der neu angelegte Friedhof nordöstlich des Ortskerns zwischen Lange Straße und Jahnstraße eingeweiht.
Das eingeschossige traufständige hölzerne Gebäude in Fachwerk mit Steinausfachungen und mit hohlpfannengedecktem Pyramidendach wurde 1830 zusammen mit dem Friedhof gebaut. Das mittige Durchfahrtstor hat einen vorkragenden Dachüberstand auf profilierten Knaggen. An nordwestlichen Traufseite sind zwei Eingangstüren. Das Tor wurde um 1988 saniert durch Erneuerung des Fachwerks.
Das Landesdenkmalamt befand u. a.: „… Erhaltung des Gebäudes  aus geschichtlichen und städtebaulichen Gründen …“